# Adelosemia
Adelosemia é um gênero de mariposa pertencente à família Crambidae.